# Чаудри, Асим
Асим Чаудри (англ. Asim Chaudhry, род. 24 ноября 1986[…], Лондон) — британский комик, писатель, режиссёр и актёр, наиболее известный по роли Чабадди Джи в псевдодокументальном сериале BBC «Люди просто ничего не делают», соавтором которого он является. За эту роль он получил премию Королевского телевизионного общества и был номинирован на две телевизионные премии Британской академии.

## Ранние годы
В старшей школе Асим поставил пьесу, пародирующую криминальный фильм 1972 года «Крестный отец». На курсе по изучению средств массовой информации в колледже он познакомился с Хьюго Чегвином, Стивом Стэмпом и Алланом Мустафой, вместе с которыми снял серию псевдодокументальных фильмов на YouTube. Их заметил продюсер Эш Аталла и пригласил для создания сериала на BBC Three «Люди просто ничего не делают».

## Карьера
Премьера сериала «Люди просто ничего не делают» состоялась в 2014 году, снимался сериал до 2018 года, всего вышло 5 сезонов. В 2021 году был выпущен фильм «Люди просто ничего не делают: Успех в Японии». Чаудри, Хьюго Чегвин, Стив Стэмп и Аллан Мустафа также выступали в составе группы Kurupt FM.
В 2016 году Асим снялся в короткометражном фильме «Дональд Мохаммед Трамп» в роли Дональда Трампа. В феврале 2018 года на экраны вышел 17-минутный короткометражный фильм «Бассейн любви», в котором Асим Чаудри был сценаристом и впервые режиссёром.
В 2018 году Чаудри появился в комедийном фильме «Съеденные львами» в роли Ирфана. Также в 2018 году Асим появился в чёрной комедии Бена Уитли «С Новым годом, Колин Бёстед», сыграв Шама. В 2022 Асим сыграл роль Авеля в сериале от Netflix «Песочный человек».

## Фильмография
| Год  | Название                                                        | Роль                      | Заметки                                           |
| ---- | --------------------------------------------------------------- | ------------------------- | ------------------------------------------------- |
| 2015 | Питер и Венди                                                   | Маллинз / Джонсон         | Телевизионный фильм                               |
| 2016 | Дональд Мохаммед Трамп                                          | Вымышленный Дональд Трамп | Короткометражный фильм                            |
| 2016 | Chubby Funny                                                    | Араш                      |                                                   |
| 2018 | Бассейн любви                                                   | Али                       | Короткометражный фильм; также писатель и режиссёр |
| 2018 | Съеденные львами                                                | Ирфан                     | звёздная роль                                     |
| 2018 | Click & Collect                                                 | Дев Д’Круз                | звёздная роль                                     |
| 2018 | С Новым годом, Колин Бёрстед                                    | Шам                       |                                                   |
| 2018 | Чёрное зеркало: Брандашмыг                                      | Мохан Тхакур              | Интерактивный фильм; звёздная роль                |
| 2019 | Жадность                                                        | Фрэнк Укротитель львов    |                                                   |
| 2020 | Чудо-женщина 1984                                               | Роджер                    |                                                   |
| 2021 | Люди просто ничего не делают: Успех в Японии                    | Чабадди Джи               | Завершенный                                       |
| 2021 | Кошачьи миры Луиса Уэйна                                        | Герберт Рейлтон           |                                                   |
| 2022 | При чём тут любовь?                                             |                           |                                                   |
| 2023 | Стражи Галактики. Часть 3                                       | Морж Тифс                 | Озвучивание                                       |
| 2025 | Представь себе это (изобрази это, сделай снимок) (Picture this) | Неизвестно                | 6 марта 2025 на Prime Video                       |